# Liste der Naturdenkmale in Lutzerath
Die Liste der Naturdenkmale in Lutzerath nennt die im Gemeindegebiet von Lutzerath ausgewiesenen Naturdenkmale (Stand 25. März 2024).

## Naturdenkmale
| Nr.         | Bezeichnung              | Lage                                                                       | Beschreibung                                       | Bild                                    |
| ----------- | ------------------------ | -------------------------------------------------------------------------- | -------------------------------------------------- | --------------------------------------- |
| ND-7135-384 | Eiche am Raiffeisenlager | Driesch, östlich des Ortes an der L 16; Flur Rotzert Lage                  | Quercus robur                                      | Direkt Bild zu diesem Denkmal hochladen |
| ND-7135-385 | Eiche                    | Driesch, Unterdorfstraße, bei Nr. 1 Lage                                   | Quercus robur                                      | Direkt Bild zu diesem Denkmal hochladen |
| ND-7135-400 | Lindenallee an der L 16  | an der L 16 zwischen Driesch und Lutzerath Lage                            | Tilia platiphyllos, 17 von ursprünglich 19 Bäumen  | Direkt Bild zu diesem Denkmal hochladen |
| ND-7135-401 | Drei Buchen              | Lutzerath, südlich des Ortes; Flur Beim Heiligenhäuschen Lage              | Fagus sylvatica, drei Bäume                        | Direkt Bild zu diesem Denkmal hochladen |
| ND-7135-402 | Zwei Eichen              | Lutzerath, südlich des Ortes; Abteilung Beim Pflanzgarten Lage             | Quercus petraea, zwei von ursprünglich drei Bäumen | Direkt Bild zu diesem Denkmal hochladen |
| ND-7135-403 | Eiche                    | Lutzerath, südlich des Ortes im Driescher Wald; Abteilung Brandenberg Lage | Quercus robur                                      | Direkt Bild zu diesem Denkmal hochladen |
| ND-7135-404 | Eiche                    | Lutzerath, südlich des Ortes im Lutzerather Wald; Abteilung Layenborn Lage | Quercus robur                                      | Direkt Bild zu diesem Denkmal hochladen |
| ND-7135-458 | Drei Eichen auf Lahnheck | Driesch, südöstlich des Ortes; Flur Lahnheck Lage                          | Quercus petraea, drei Bäume                        | Direkt Bild zu diesem Denkmal hochladen |